# Breviarium ab Urbe condita
Il Breviarium ab Urbe condita, o Breviarium historiae romanae, o semplicemente Breviarium ("Sommario della storia romana dalla fondazione della città"), è un'opera letteraria di genere storiografico realizzata da Eutropio. Il Breviarium si articola in dieci libri che raccontano schematicamente i principali eventi della storia romana dalle origini della città alla morte dell'imperatore Gioviano, nel 364. Particolare importanza rivestono, all'interno dell'opera, gli avvenimenti di politica estera, le campagne e le guerre di conquista; minore è, invece, l'attenzione riservata alla politica interna. Gli ultimi quattro libri, dedicati alle vicende imperiali, offrono, però, interessanti ritratti dei sovrani.
Nella stesura dell'opera, che Eutropio compose su invito dell'imperatore Valente, di cui era segretario, l'autore poté basarsi sugli Ab Urbe condita libri e sull'epitome di Tito Livio, sull'opera di Gaio Svetonio Tranquillo, su alcune cronache di età imperiale il cui testo non è giunto ad oggi e sui ricordi personali.
Lo stile dell'opera è semplice e chiaro: ciò rese l'opera facilmente accessibile, e contribuì alla sua diffusione. Essa, infatti, divenne un testo di uso comune nelle scuole per l'apprendimento del latino, ma suscitò anche tanto interesse da essere successivamente ampliata a più riprese.

## I sette re di Roma

### Romolo
(Eutropio, Breviarium ab Urbe condita, I, 2)

### Numa Pompilio
(Eutropio, Breviarium ab Urbe condita, I, 3)

### Tullo Ostilio
(Eutropio, Breviarium ab Urbe condita, I, 4)

### Anco Marzio
(Eutropio, Breviarium ab Urbe condita, I, 5)

### Tarquinio Prisco
(Eutropio, Breviarium ab Urbe condita, I, 6)

### Servio Tullio
(Eutropio, Breviarium ab Urbe condita, I, 7)

### Tarquinio il Superbo
(Eutropio, Breviarium ab Urbe condita, I, 8)

## Edizioni italiane
- Eutropio, Breviario di storia romana. Libri 1-10, traduzione di P. Bortoluzzi, Collana Sormani.Classici Latini n.3, Milano, Avia Pervia, 1991-2001.
- Eutropio, Breviario di storia romana. Libro I, a cura di D. Barresi, Ciranna Editrice, 1991.
- Eutropio, Storia di Roma, Introduzione di Fabio Gasti, Traduzione e note di Fabrizio Bordone, Collana Classici Greci Latini, Santarcangelo di Romagna, Rusconi Libri, 2014-2018, ISBN 978-88-18-03023-5.